# Kouzelný kalendář
Kouzelný kalendář (norsky Julemysteriet) je kniha od norského spisovatele Josteina Gaardera z roku 1992. Má podtitul „Podivuhodné putování do Betléma“ a v české překladu knihu vydalo Karmelitánské nakladatelství v Kostelním Vydří v roce 2002. České vydání je doplněno ilustracemi Markéty a Ondřeje Laštůvkových.

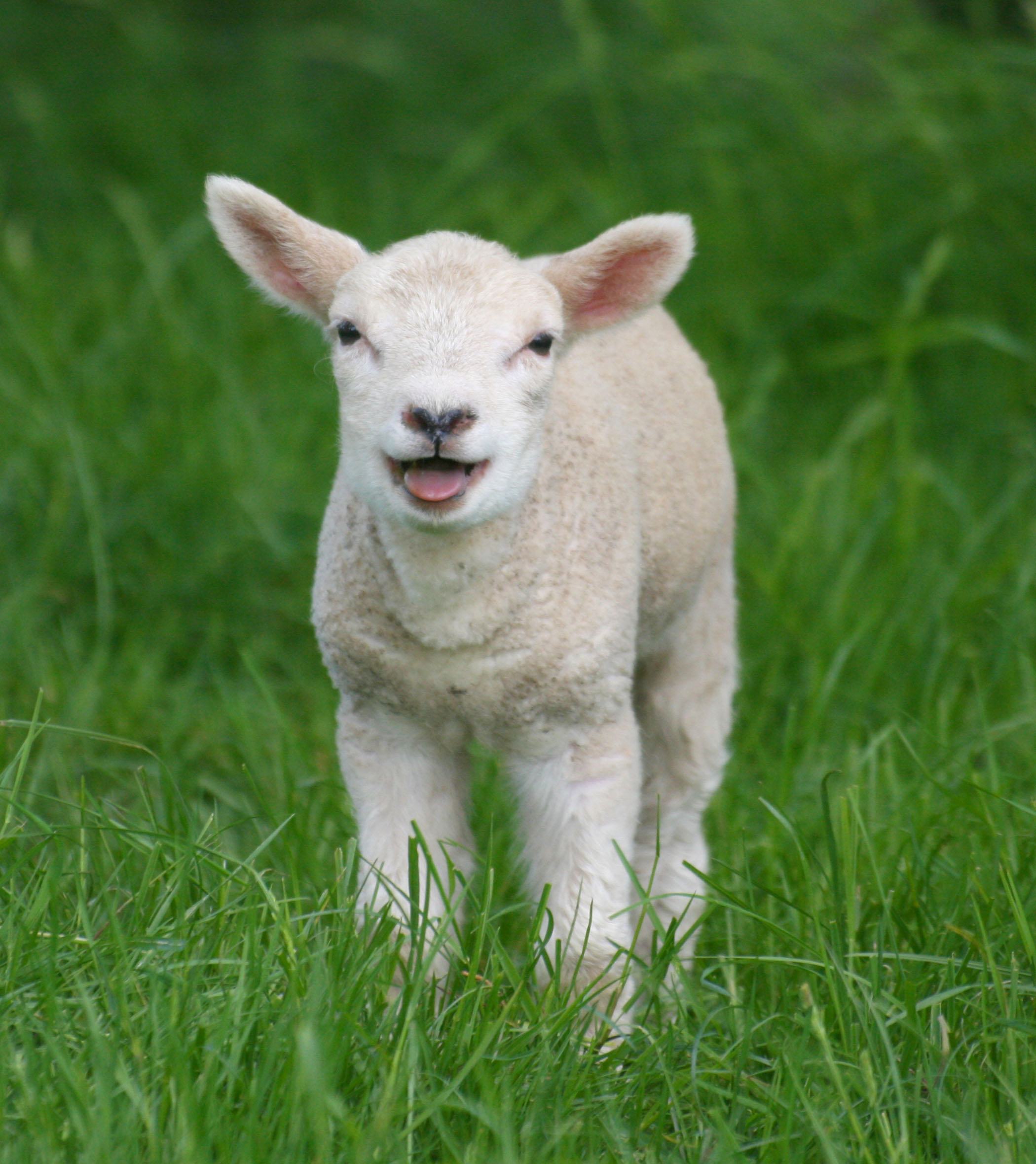
Beránek, který utekl z obchodu

## Děj
Kniha je zasazena do času adventu. Na toto období odkazují i jednotlivé kapitoly, které jsou označeny daty – od 1. do 24. prosince. Příběh vypráví o malé holčičce Elizabeth Hansenové z Norska. Na začátku jednoho adventu jde Elizabeth s maminkou nakupovat vánoční dárky do velkého nákupního centra. Nelíbí se jí, že všichni lidé spěchají a neustále zde zvoní pokladny. V jednu chvíli si všimne plyšového beránka, který se rozeběhne pryč z obchodního domu. Dívka se pustí za ním. V lese za městem pak potkají anděla Efiriela. A všichni společně se vydávají napříč Evropou a současně i napříč časem do Betléma až do roku nula, aby se poklonili právě narozenému Ježíši. Každý den se k jejich výpravě přidá někdo z vánočního příběhu – jednou zemský správce Kvirinius, jindy král Kašpar, pastýři, andělé nebo další ovce.
Druhá rovina knihy se odehrává v současnosti. Jáchym s maminkou a tatínkem získají starý adventní kalendář, kde každým otevřením okénka poznávají kousek příběhu o Elizabeth. Celá rodina se připravuje na Vánoce a zároveň se společně noří hlouběji do příběhu malé dívky, která utekla za beránkem, který nechtěl poslouchat cinkání pokladen.
Obě dvě části příběhu se v jednotlivých kapitolách prolínají a na konci dojde k překvapivému rozuzlení.

## Přijetí díla
Petra Martinová píše, že se autorovi podařilo nedogmatickou formou popsat základní principy lidského chování. Zároveň upozorňuje na vzdělávací cíl Gaarderových knih. Říká, že jim „poskytuje pohled do světa filosofie, historie a náboženství". Rodičům a dětem umožňuje strávit chvíle v adventu společným čtením příběhu.
Zuzana Štelbaská si myslí, že čtenář může v knize odkrýt několik vrstev. Příběh podle ní propojuje souvislosti z historie, vědy, náboženství a filozofie.
Sandra L. Beckettová dílo popsala jako „pouť evropskou a církevní historií“ a uvedla, že kniha, podobně jako jiné Gaardenovy texty jako Sofiin svět, je sice určena dětem, dosáhla však popularity také mezi dospělými čtenáři. V roce 1998 byla přeložena rovněž do angličtiny, jako The Christmas Mystery.
V roce 2008 byla v nakladatelství Tympanum vydána dramatizovaná audiokniha českého překladu, ve které vystupují mj. Josef Abrhám, Libuše Šafránková, Josef Somr, Stanislav Zindulka a Jaroslava Kretschmerová. Hudbu složil a písněmi doplnil Marek Eben.